# Anne Mette Hansen
Anne Mette Hansen (Glostrup, 25 de agosto de 1994) é uma jogadora de handebol dinamarquesa.

## Carreira
Anne Mette Hansen começou a jogar handebol aos 10 anos no FHH90. Em 2010, ela foi para o Københavns Idrætsefterskole (KIES) enquanto, ao mesmo tempo, mudou para o Ajax København. Aqui, ela fez sua estreia na liga sênior na 1ª Divisão dinamarquesa (segunda divisão) em 2014, antes de assinar seu primeiro contrato profissional com o København Håndbold. Ela jogou no København Håndbold por três anos antes de se mudar para o time húngaro Győri Audi ETO KC aos 22 anos. Ela jogou com o Győri por 6 anos, onde ganhou a Liga dos Campeões da EHF três vezes consecutivas em 2018, 2019 e 2020.
Em 2023, ela mudou para o campeão da liga francesa Metz Handball. Ela disse sobre a transferência que está ansiosa para jogar ao lado das colegas da seleção nacional Kristina Jørgensen e Louise Burgaard.
Ela estreou pela seleção dinamarquesa em 27 de outubro de 2013 e, no mesmo ano, representou a Dinamarca no Campeonato Mundial Feminino de Handebol de 2013 na Sérvia (onde a seleção dinamarquesa conquistou medalhas de bronze), e tem sido um pilar na seleção nacional desde então. Desde então, ela ganhou duas medalhas de bronze adicionais em 2021 e 2023.
Nos Jogos Olímpicos de Verão de 2024, em Paris, conquistou a medalha de bronze no torneio feminino do handebol, após vencer a equipe sueca por 30–25 na disputa pelo terceiro lugar.